# 苯甘氨酸
苯甘氨酸（英语：Phenylglycine）是种化学式为C6H5CH(NH2)CO2H的有机化合物。它是一种与丙氨酸相关的非蛋白质氨基酸，但用苯基代替甲基。它是一种白色固体。该化合物表现出一定的生物活性。

## 制备
它由苯甲醛通过氨基氰化（斯特雷克合成）制备。它也可以由乙二醛和和苯甲酰甲酸的还原胺化制备。

## 酯
α-苯甘氨酸甲酯用于将羧酸转化为同系不饱和酮。这些反应通过苯甘氨酰胺环化为𫫇唑酮进行，𫫇唑酮可以用铬(II)还原裂解。